# Tyler Matakevich
Tyler John Matakevich (Stratford, Connecticut, 22 de diciembre de 1992), más conocido como Tyler Matakevich, apodado Dirty Red, es un jugador profesional estadounidense de fútbol americano que se desempeña en la posición de linebacker en Pittsburgh Steelers, equipo de la National Football League (NFL).

## Carrera
Fue seleccionado en la séptima ronda en la Reunión Anual de Selección de Jugadores de la NFL de 2016. Hizo su debut profesional con el equipo Pittsburgh Steelers, en el cual jugó cuatro temporadas (2016-2020), luego pasó a Buffalo Bills, donde jugó cuatro temporadas. En la temporada 2024 vuelve a firmar con los Pittsburgh Steelers.